# 静かな緊急事態
静かな緊急事態（しずかなきんきゅうじたい、Silent Emergency、サイレント・イマージェンシー）は、静かに進行しているため注目が集まらない、人類が抱える飢餓や感染症等への呼称。「静かなる緊急事態」と呼ぶ場合もある。

## 概要
国際連合児童基金（UNICEF）は、「Loud Emergency」（ラウド・イマージェンシー、騒ぎになる緊急事態）としてのトピックにならず日常的に進行している、感染症等で多数の子供たちが死亡する事態を「Silent Emergency」（サイレント・イマージェンシー、静かな緊急事態）と呼んできた。世界保健機関（WHO）、日本赤十字社、その他団体等もこの言葉を使っている。
世界には、危険労働に従事し、薬、食料、安全な水の確保が困難な子供たちがいる。約30の国と地域で、5歳未満の子供たちが1年間で約970万人、約3秒に1人の割合で、貧困を理由として死亡している。死亡の直接的原因は、風邪や下痢による。
UNICEF事務局長キャロル・ベラミー（Executive Director Carol Bellamy）は、サハラ砂漠以南のアフリカ等の後天性免疫不全症候群（AIDS）を、大災害の何十倍という規模の「静かな緊急事態」であると指摘する。そうした地域では、多くの子供たちが親をAIDSで失っており、平均寿命が35歳未満という高い死亡率の国もある。
UNICEF広報担当官マイタル・ラスディア（Meital Rusdia）は、インド共和国のマディヤ・プラデーシュ州の状況を、子供たちが徐々に姿を消す「静かな緊急事態」であると懸念を表明する。
インド政府によると、インドでは3歳以下の46％の子供たちが栄養失調である。マディヤ・プラデーシュ州は、5年連続で雨季の降水量不足に見舞われ、60%の子供たちが栄養失調と、国内で最も危険な水準にある。
ユニセフ親善大使黒柳徹子は、1997年11月、「静かな緊急事態」にあるモーリタニア・イスラム共和国を訪れ、首都ヌアクショット、南部のアレグ、ボーゲ地方を視察している。

## 指標一覧

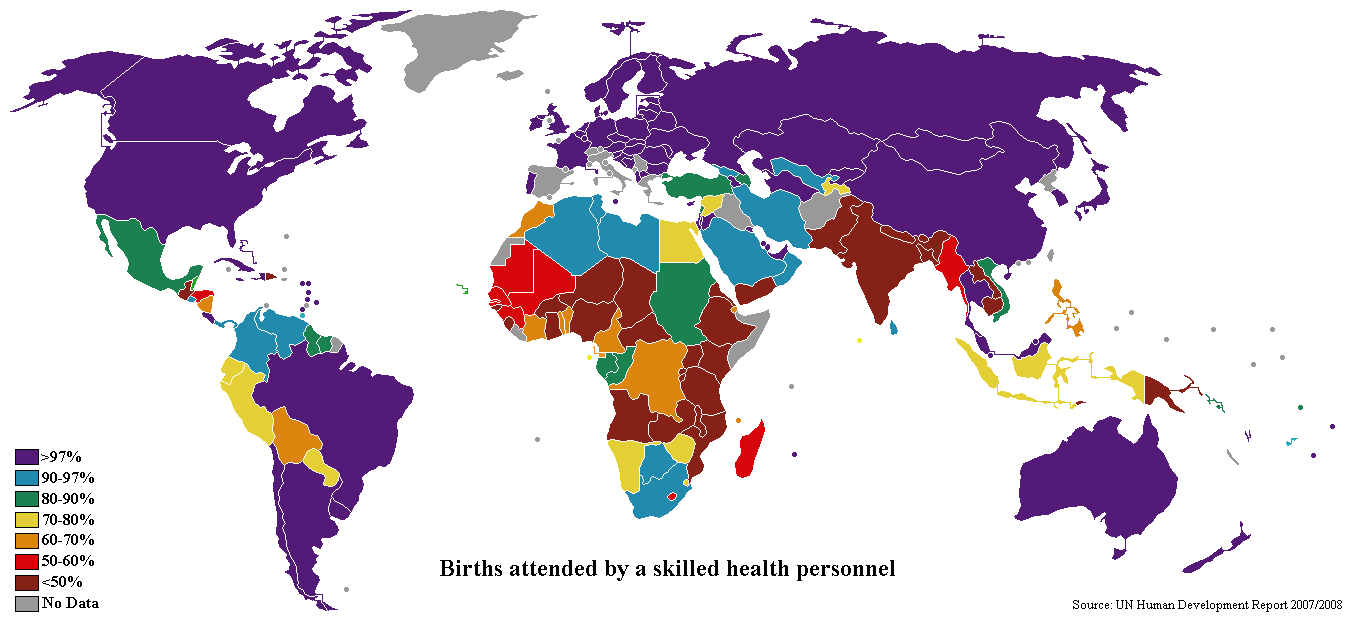
医師、看護師、助産師等の熟練者の立会いによる出産 （国連開発計画『人間開発報告書』）
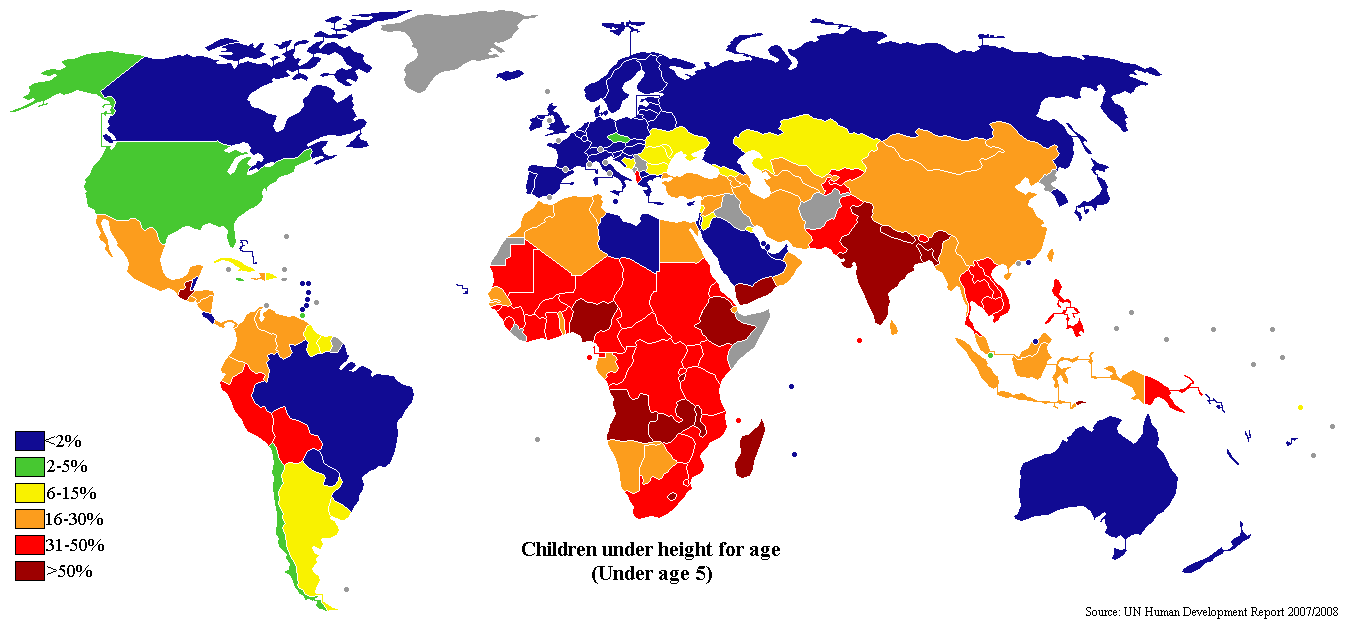
5歳未満の子供の適正身長未到達率 （国連開発計画『人間開発報告書』）
人間開発指数 （国連開発計画『人間開発報告書』）
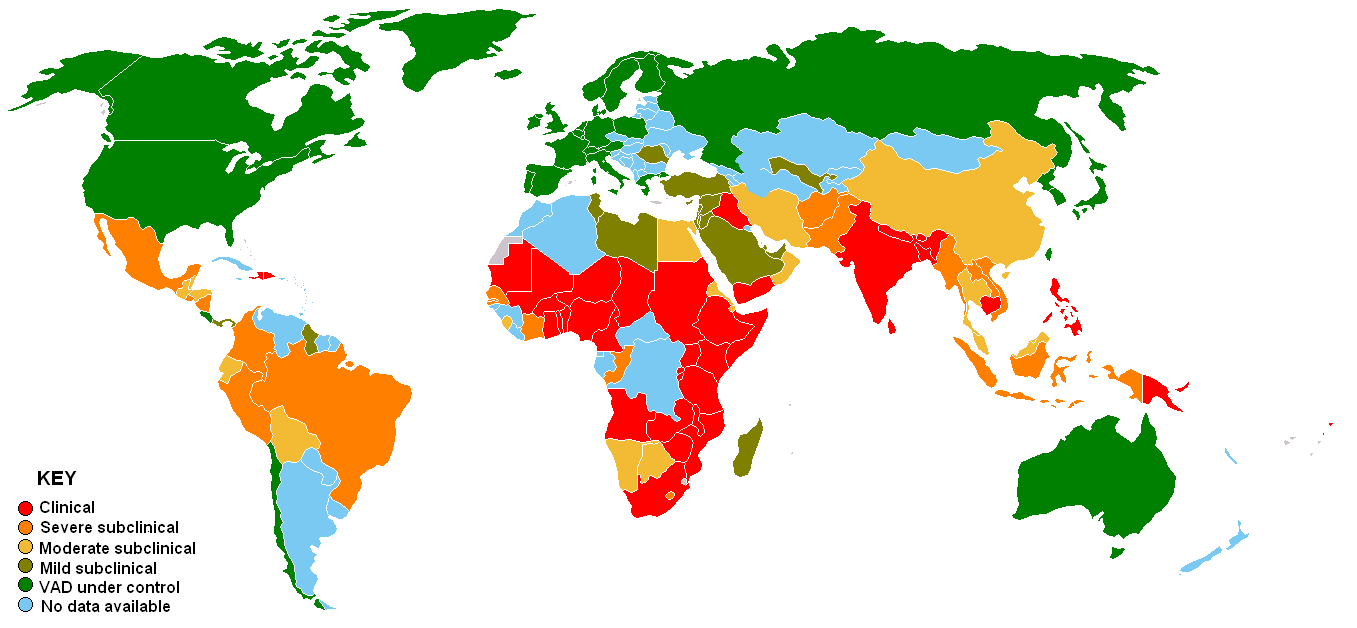
ビタミンA欠乏状況 （国連世界食糧計画）
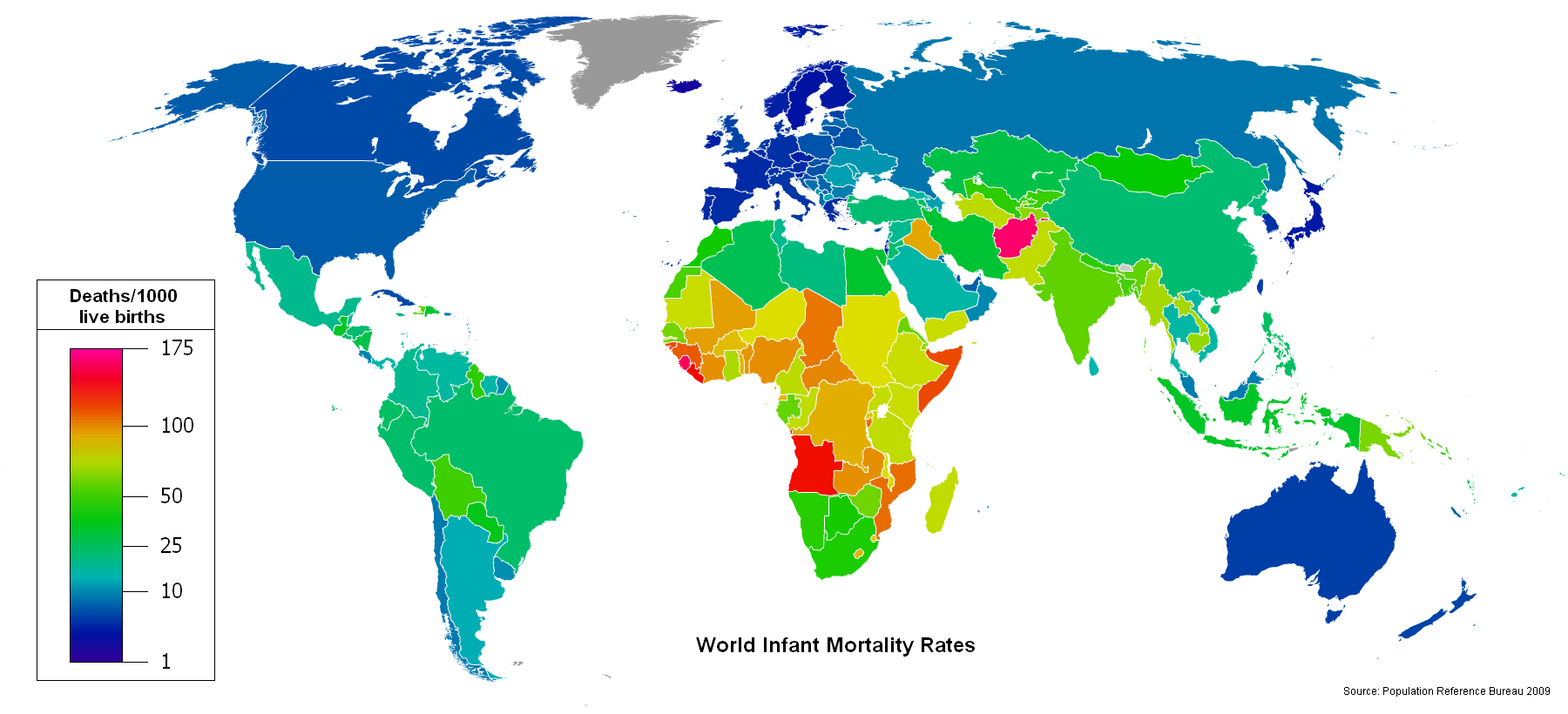
乳幼児死亡率 （NPO人口調査局、ワシントンD.C.）
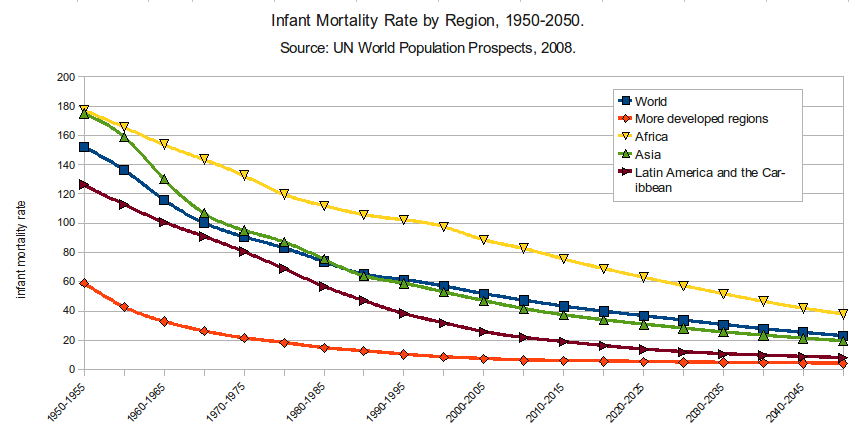
地域別乳幼児死亡率 （国連『世界人口予測』）
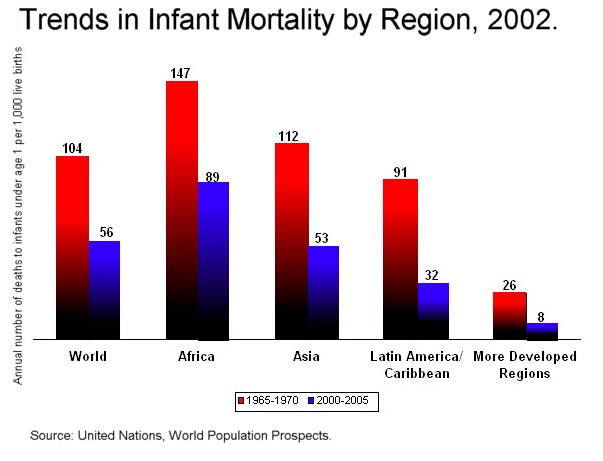
地域別乳幼児死亡率 （国連『世界人口予測』）
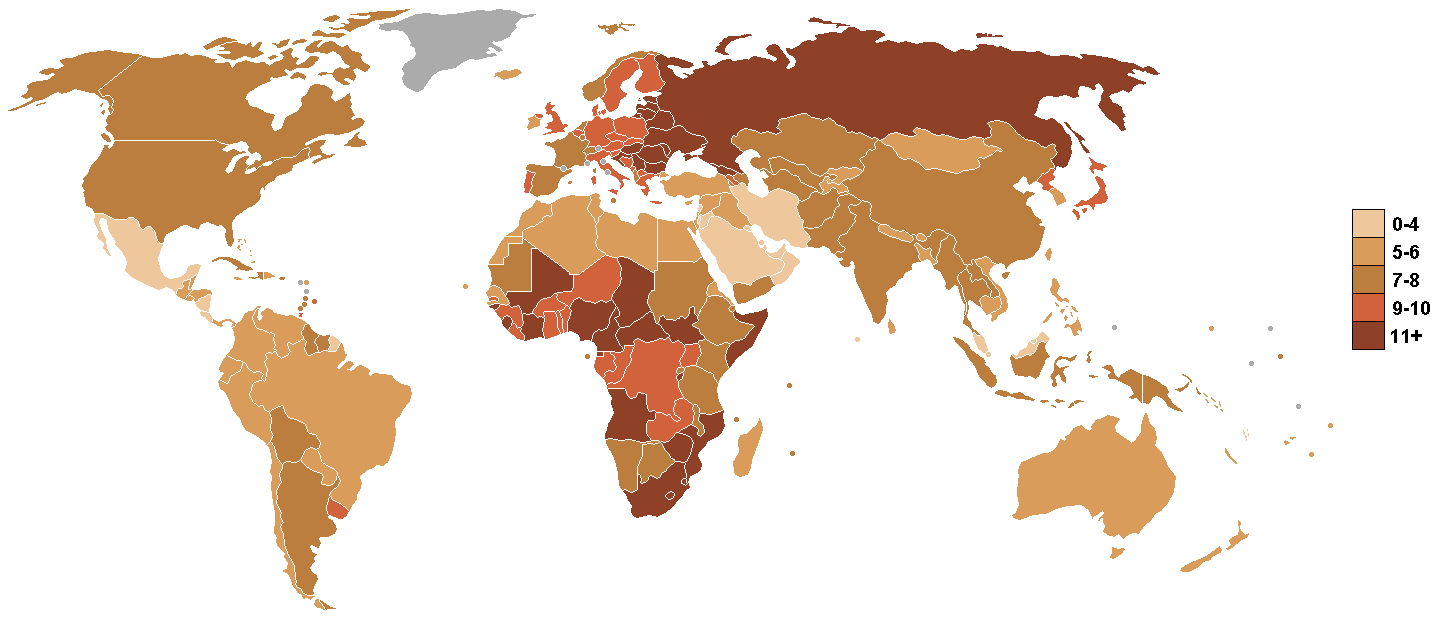
世界人口の死亡率 （CIAザ・ワールド・ファクトブック）
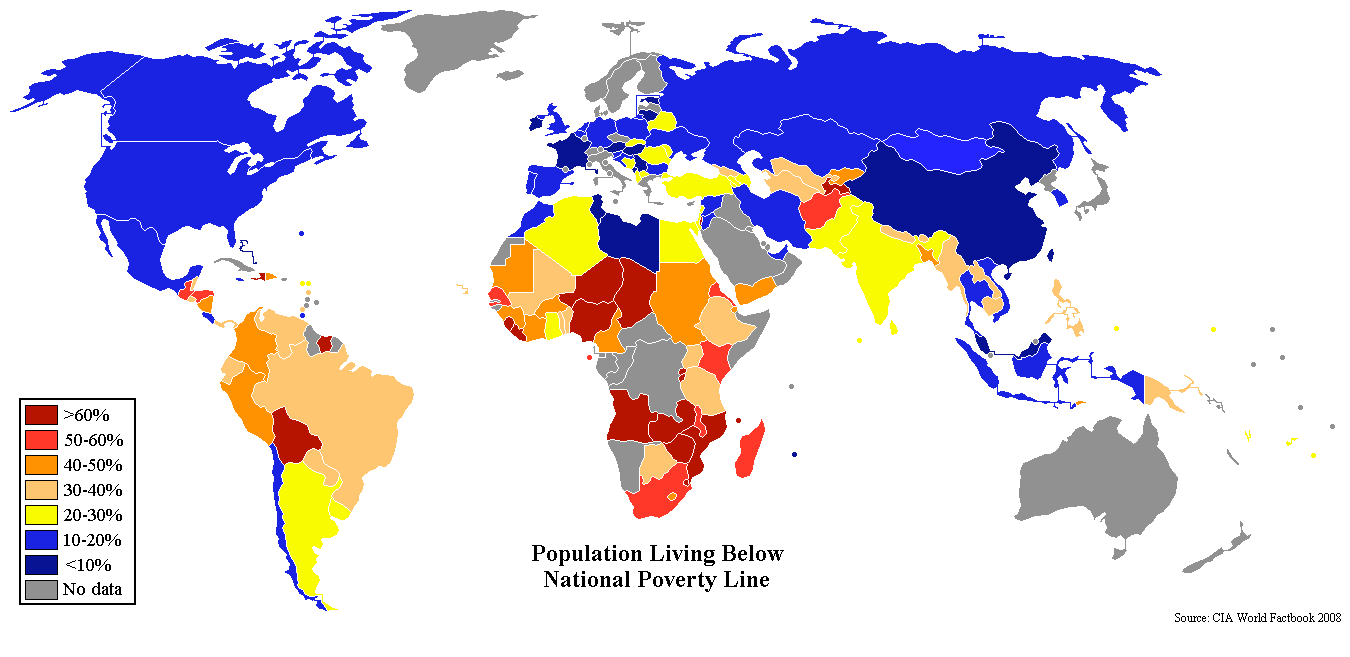
国別の貧困基準以下で生活する人口率 （CIAザ・ワールド・ファクトブック）
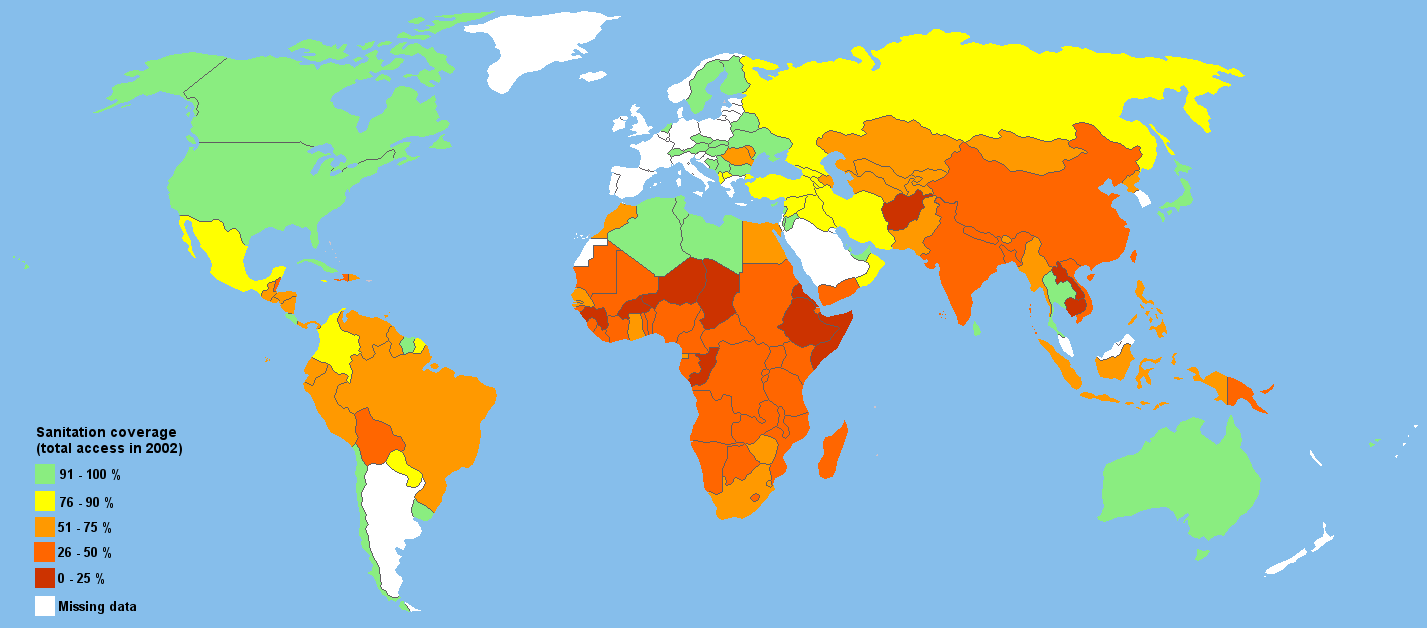
衛生設備 （国連世界食糧計画）
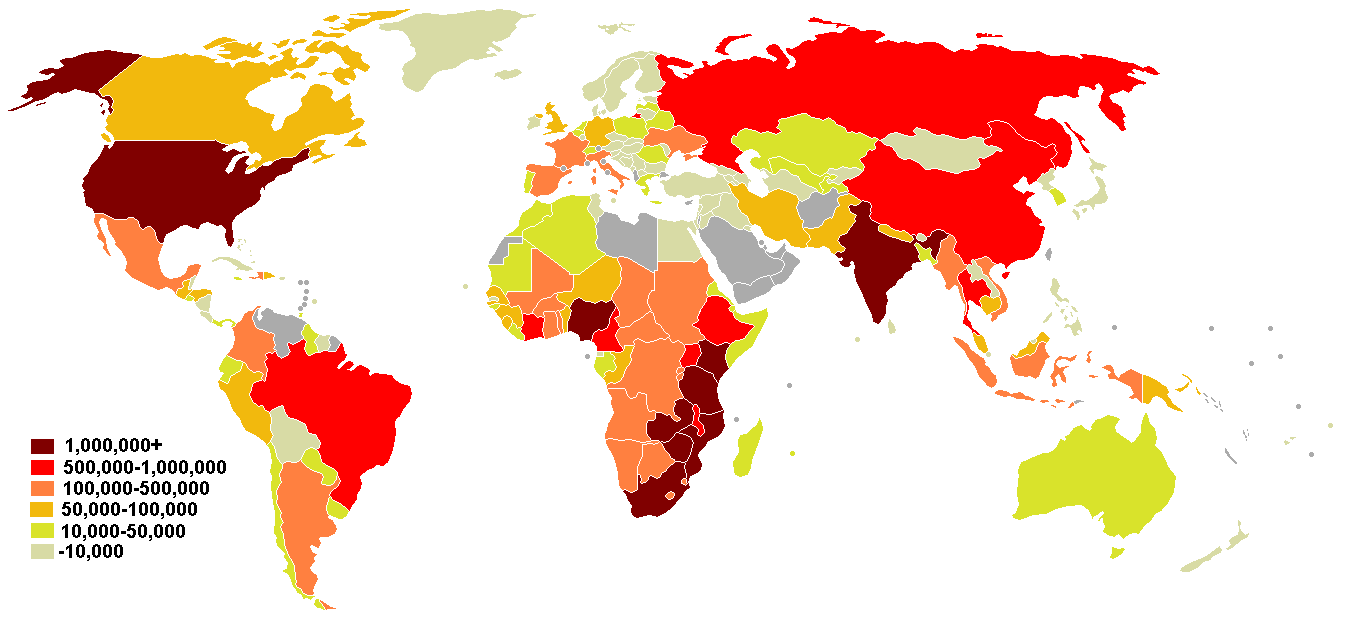
HIV、AIDS保持生活者人口予測 （国連エイズ合同計画）
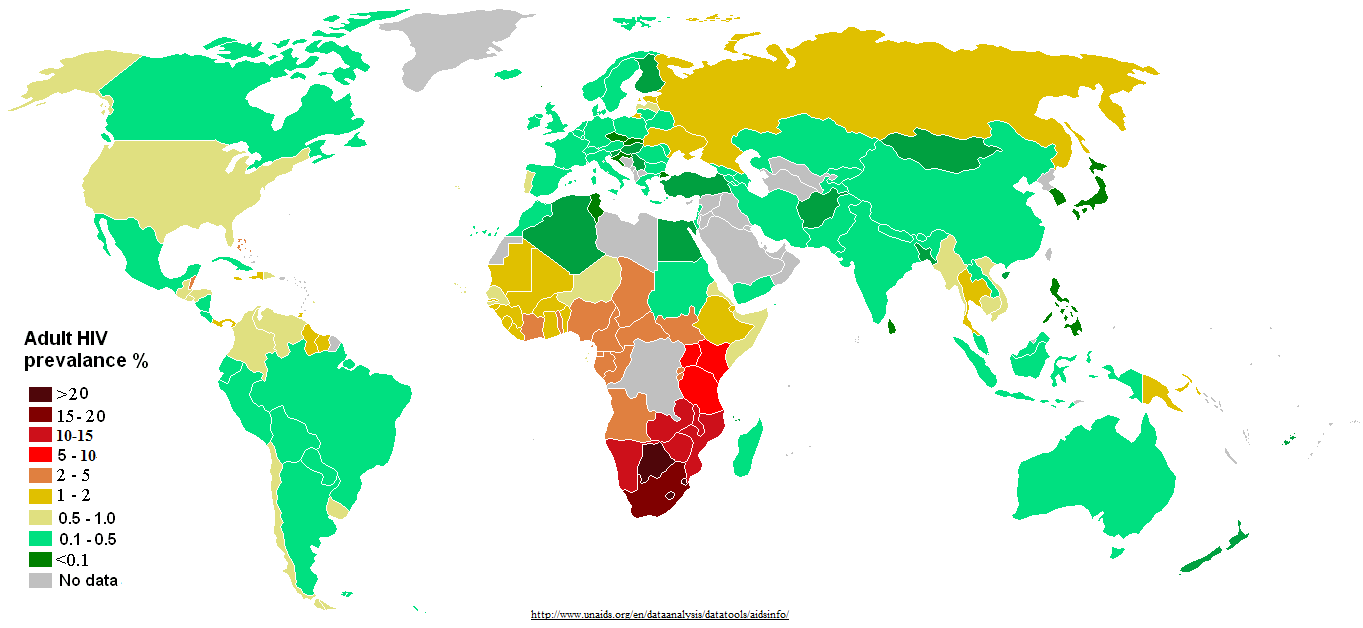
15歳から49歳までのHIV、AIDS流行予測 （国連エイズ合同計画）

## その他文献
- THE STATE OF THE WORLD'S CHILDREN 1998 The Silent Emergency UNICEF公式サイト（英語）
- Malnutrition: the 'silent emergency'; UNICEF urges massive action to stem millions of preventable deaths - Africa Recovery, Vol.11#3 (February 1998) 国際連合公式サイト（英語）
- World facing "silent emergency" as billions struggle without clean water or basic sanitation, say WHO and UNICEF WHO公式サイト（英語）